# Bağırganlı, Kandıra
Bağırganlı là một xã thuộc huyện Kandıra, tỉnh Kocaeli, Thổ Nhĩ Kỳ. Dân số thời điểm năm 2010 là 820 người.